# 夫婦善哉 (小説)
『夫婦善哉』（めおとぜんざい）は、織田作之助の短編小説。織田の5作目の小説で、本格的に世に出るきっかけとなった代表的作品である。大正から昭和にかけての大阪を舞台に、北新地の人気芸者で陽気なしっかり者の女と、安化粧問屋の若旦那で優柔不断な妻子持ちの男が駆け落ちし、次々と商売を試みては失敗し、喧嘩しながらも別れずに一緒に生きてゆく内縁夫婦の転変の物語。織田文学の特色の全てが原初的なかたちで現れている作品でもある。

## 発表経過
1940年（昭和15年）、雑誌『海風』4月号（第6年第1号）に掲載された。改造社の第一回文芸推薦作品となり、同年、雑誌『文藝』7月号に再掲載された。単行本は同年8月15日に創元社より刊行された。文庫版は岩波文庫、新潮文庫、講談社文芸文庫などから刊行されている。
なお、2007年（平成19年）に続編（『続夫婦善哉』）の原稿が発見され、同年10月に雄松堂書店より正編・続編合わせた完全版『夫婦善哉』が刊行された。続編は別府が舞台となっている。

## 文体・影響
独特の戯作調の文体や、作品内に夥しく金銭の額が具体的な数字で表わされているのは、織田が傾倒していた作家・井原西鶴の影響で、その後の織田文学にも見られる特色の一つでもある。織田は、現代小説家の苦渋や当時の世相を主題にした作品『世相』の中で、「地名や職業の名や数字を夥しく作品の中にばらまく」理由について、「これはね、曖昧な思想や信ずるに足りない体系に代るものとして、これだけは信ずるに足る具体性だと思つてやつてゐるんですよ」と主人公「私」の言葉として語っている。

## 作品背景・モデル
作品のタイトルとなっている「夫婦善哉」という言葉は、法善寺横丁にあるぜんざいの店「めをとぜんざい（夫婦善哉）」の名前から取られたものである。法善寺を「大阪の顔」だと言い、大阪を知らない人から、最も大阪的なところを案内してくれといわれたら、法善寺へ連れて行くと言う織田は、「めをとぜんざい」について次のように語っている。
また、『夫婦善哉』の主人公の男女・蝶子と柳吉のモデルは、織田作之助の次姉・千代とその夫・山市乕次（虎次）である。小説では蝶子がガス自殺未遂をするが、実際は過失で、たまたま遊びにきた中学生の弟・織田に千代は救われたのだという。
1934年（昭和9年）9月21日の室戸台風に原因する道路拡張により、大阪の店「サロン千代」（「サロン蝶柳」のモデル）が引っかかったため、千代と乕次夫婦は同年に大阪から別府へ移住した。別府の地での夫婦は、剃刀、化粧品、電気器具を扱う「山市商店」（『続夫婦善哉』における「大阪屋」）、割烹「文楽」、旅館「文楽荘」、甘辛の店「夫婦善哉」などの店を次々と経営した。なお、乕次は1957年（昭和32年）に死去したため、1958年（昭和33年）に開業した「夫婦善哉」は千代が一人で経営した。
なお、蝶子の弟・信一は、織田自身がモデルであるという見方もあり、正編ではあまり出番のない信一が、続編では徴兵検査に合格し応召することになったものの、肋膜を悪くして帰郷となり、弟を可哀想に思った蝶子が別府へ呼び寄せるという話になっている。なお、実際の織田は徴兵検査を不合格となっている。

## あらすじ
大正時代の大阪。小さな貧乏天麩羅屋の娘として育った蝶子は尋常小学校卒業後、半年の女中奉公を経て17歳で芸者になり、その持前の明るいお転婆な気性で、陽気な座敷にはなくてはならない人気芸者に成長する。ところが安化粧問屋の若旦那で妻子持ちの維康柳吉と出会って三月でいい仲となり、柳吉が東京に集金へ行くのを機に駆け落ちをした。時に柳吉31歳、蝶子は20歳だった。しかし集金後、熱海で関東大震災に出くわした二人は一度大阪の蝶子の実家に戻り、黒門市場の中の路地裏の二階に間借り生活をはじめた。蝶子は職のない柳吉に代わり、ヤトナ芸者（臨時雇いで宴会に出張する有芸仲居、現代でいうコンパニオン）で稼いで来るが、柳吉はその金でぶらぶらとカフェに出掛けたりしていた。
柳吉は実家の父親から勘当され、妻は籍を抜き実家へ戻り、5歳になる娘は柳吉の妹・筆子が面倒を見ていた。柳吉は正月の紋付を取りに行くという口実で実家に行ったものの娘に会わせてもらえず消沈し、蝶子がやっと貯めた金にまで手をつけ、飲んで放蕩する始末だった。しかしそんな柳吉を情けなくなじったり突き倒したりしつつも、家を飛び出して楽天地横の自由軒でライスカレーを食べるうちに、すぐに柳吉が恋しくなる蝶子であった。柳吉は、実家の妹が入り婿を迎えることで父親から廃嫡され、財産相続と一人娘への愛情とで実家への執着から離脱できずに心がふらふらし、実家と蝶子への愛との間で腰の定まらないままであった。一方で蝶子は、柳吉の娘を引き取って晴れて正式の夫婦として柳吉の父親に認知してもらうため、柳吉を一人前の男にしようする。資金を貯めては二人で剃刀屋、関東煮屋（おでん屋）、果物屋と転々と商売をするがなかなかうまくいかず、結局は柳吉の浪費で失敗に終わるのだった。
やがて柳吉は腎臓結石を患う。入院や手術で医療費がかさみ、蝶子は再びヤトナに出るが焼石に水で、実家の母親・お辰も子宮癌で余命幾ばくも無くなり苦労が重なった。柳吉の妹・筆子が、12、3歳となった柳吉の娘を連れて病院に見舞いに来た。筆子は、「姉はんの苦労はお父さんもこの頃よう知ったはりまっせ」と、有難い金を握らせてくれ、蝶子は維康家にやっと夫婦として認められたと思い喜んだ。柳吉は退院すると湯崎温泉で出養生した。蝶子が会いに行くと、柳吉は養生どころか、毎日のように芸者を揚げて散財していた。その金は妹に無心していたのだった。自分の腕一つで出養生させていればこその苦労が水の泡だと、蝶子は泣き逆上した。
蝶子は柳吉と一緒に大阪へ戻り、日本橋の御蔵跡公園裏の二階に間借りした。ある日ヤトナ仕事の帰りに、昔の芸者仲間だった金八にばったり会った。二人は昔、けちな抱主を見返してお互い出世しようと誓い合った仲だった。金八は鉱山師の妾から、本妻の死後に後釜となり、裕福な境遇となっていた。金八は、必要なだけの金を無利子で期間無しで貸すからと、蝶子に新たな起業を勧めてくれた。占い師に水商売がいいと言われ、蝶子と柳吉は下寺町電停前にカフェ「サロン蝶柳」をはじめた。店の女給は下手に洋装したパーマ女などは置かず、日本髪か地味なハイカラの娘ばかりにし、繁盛店となった。新入りの怪しい女給が店の客を連れ出し売春稼ぎをし風紀が乱れる時もあったが、女給をすべて温和しい女に入れ替えると家族的な店に変わり、新聞社関係の客の馴染み店となった。
そんな折、柳吉の娘が祖父（柳吉の父親）の危篤を知らせにきた。実家へ向かう柳吉に蝶子は、父親の息のあるうちに、晴れて正式の夫婦になれるように頼んでくれ、うんと言ったらすぐ駆けつけるから連絡してと送り出し、大急ぎで柳吉と自分の紋付を拵え葬式に出席する用意をした。しかし電話で連絡してきた柳吉に、お前は来ん方がええ、来たら都合が悪いと言われ、蝶子は発作的にガス自殺を図った。蝶子は何とか一命を取りとめ、サロンの常連客の新聞記者が同情的な記事を書いた。柳吉は葬式を口実に一月ほど行方をくらまし、途中、種吉宛てに蝶子と別れるという内容の手紙を寄こしていた。蝶子の元へ戻った柳吉は、蝶子と別れた風に養子（妹の夫）に見せかけるためだったと言い、蝶子を法善寺境内の「めをとぜんざい」へ誘い、二人で仲良くぜんざいをすすった。蝶子はめっきり肥えていて、そこの座蒲団が尻に隠れるほどだった。
やがて蝶子と柳吉は浄瑠璃に凝りだし、柳吉は蝶子の三味線で「太十」を語り、素義大会で二等賞を貰った。景品の大きな座蒲団は蝶子が毎日使った。

## 登場人物
蝶子
20歳 – 32歳。北新地の人気芸者。お転婆で陽気な気性。小じんまりと整った顔立ち。貧乏な天麩羅屋の家で生まれ育ち、小学校を卒業し女中奉公する。河童横丁の材木屋から随分と良い条件の女中奉公の話もあったが、将来主人の妾となる様相が読めた父親が承諾せず、日本橋三丁目の古着屋に女中奉公に出た。しかし店先で掃除する蝶子の手のあかぎれを見た父親から連れ戻され、その後、新地のお茶屋に所望されておちょぼ（芸者の下地っ子）に行き、そこの環境が持前の気性と合致し自ら進んで17歳で芸者となった。実家の家族は両親と弟一人。信心深い面がある。
維康柳吉
31歳 – 43歳。梅田新道にある安化粧品問屋の息子（若旦那）。蝶子と出会ったときには若妻と4歳になる娘がいた。些か吃りで、物を言うとき上を向いてちょっと口をもぐもぐさせる。その恰好が蝶子には思慮あり気に見えていた。夜店のドテ焼が好物。旨い物に目がなく、一流の店は駄目だと言い、安くて旨い下手もの料理店を巡る。味噌汁のだしの鰹節も自分で削らないと気が済まない食意地。浄瑠璃の趣味があり、酔うと泣声でうなる。放蕩好きで浪費家。母親はすでに死去。父親と妹一人がいる。駆け落ちしてから蝶子のことを「おばはん」と呼ぶようになる。金もないのに浄瑠璃の稽古に通う。
種吉
蝶子の父。上塩町で天麩羅の商売をしている。天麩羅は蓮根でも蒟蒻でも厚味で味の評判の店だが、種吉は炭代や醤油代を算盤勘定に入れていないので売上金が上がらず、前々からの借金もあり、貧乏をしている。天麩羅屋だけでは立ちいかないので、近所の葬式の駕籠かき人足や、祭りの大提灯担ぎで日当を得ている。娘に芸者になりたいと言われ、お披露目の金を抱主に前借せずに自腹で工面する。娘思いの父親。蝶子が2歳の時、夜店で西瓜の切売りをしたことがあり、果物屋をはじめる柳吉に西瓜の切り方を指南する。
お辰
蝶子の母。天麩羅を揚げている種吉の代わりに借金の催促に来る連中の応対をし、板の間を叩く借金取りをたしなめたり、涙ぐむなどの芝居をしたりする。セルロイド人形の内職をしている。金光教に凝っている。蝶子が駆け落ちして10年後、子宮癌で死去。
おきん
北新地の元芸者。今は高津に一軒構えてヤトナ（宴会や婚礼に出張する臨時有芸仲居）の周旋屋をしている。亭主はかつて北浜で羽振りがよかったが、おきんを落籍して、死んだ女房の後釜に据えた途端に没落し、今は北浜の取引所へ書記に雇われている。夫の没落は自分のせいだと人に後ろ指を指されないように夫婦共稼ぎ。遊んでばかりでだらしない柳吉へ意見をする。
信一
蝶子の弟。姉が駆け落ちしたときは尋常小学校4年生。夕刊売りで家計を助ける。その後、京都下鴨の質屋へ年期奉公する。母親の危篤を姉に電話で知らせる。
金八
元芸者。蝶子と同じ抱主のところにいて同じ釜の飯を食べ、お互い将来の出世を誓い合った仲。蝶子が柳吉と駆け落ちした後、金八は間もなく落籍されて鉱山師の妾となり、本妻亡くなると後釜に入り、鉱山の売り買いにも口出す立場となって出世し、裕福な暮らしをしている。蝶子と柳吉がカフェ「サロン蝶柳」を始める資金を無利子無期限で貸してくれる。
柳吉の父
梅田新道の安化粧品問屋の主人。中気で寝ついている。頑固者。息子が手をつけないように、布団の下に銀行の通帳と実印を隠している。芸者の蝶子と不倫する息子を勘当する。10年以上病床についたまま死去。
柳吉の妻
柳吉が蝶子と駆け落ちすると、籍を抜き実家へ帰り、娘は置いていく。その後、肺病で死去。蝶子はその噂を聴くと、こっそり法善寺の「縁結び」に詣り蝋燭などを寄進する。その代り、寝覚めの悪い気持ちがして戒名を聞いて家の棚に位牌を祭る。
筆子
17歳 – 29歳。柳吉の妹。兄が芸者・蝶子と駆け落ちし、義姉が籍を抜いたため、18歳から兄の子を母親代わりに面倒を見る。家を出ていった兄にも優しく、蝶子のことも「姉はん」と呼ぶようになる。
柳吉の娘
4歳 – 16歳。5歳の時に父親が芸者・蝶子と駆け落ち。その後、母親は籍を抜き、叔母・筆子に育てられ、女学生となる。成長しても、父親と駆け落ちした女として、蝶子にだけは馴染まない。標準語を話す。
化粧問屋の入り婿
筆子の夫。維康家の入り婿養子となり、廃嫡となった柳吉の代わりに若旦那となる。柳吉が病気で入院し金に困った蝶子が畳に頭を擦り付けて金の工面を頼んでも、自業自得だと冷たい対応をする。「この家の身代は僕が預かっているのです。あなた方には指一本…」と入り婿が言おうとすると、蝶子は、「差して貰いたくないのはこっちのことです」と怒って飛び出す。
呉服屋の担ぎ屋
おきんの所へ出入りしている呉服屋で蝶子の顔見知り。剃刀屋の商売が失敗した蝶子と柳吉に、部屋代はいつでもいいと二階を貸す。女房は年上。担ぎ屋の女房は、飲んで放蕩する柳吉を折檻する蝶子を、女だてらにとたしなめる。担ぎ屋夫婦はやや柳吉に同情する。
材木屋の息子
41歳。柳吉と同い年。柳吉が湯崎温泉へ出養生中に実家で寝泊まりしていた30歳の蝶子に、妾になれと言ってくる。すでに他界した父親は、蝶子が小学校卒業し女中奉公する際に、将来自分の妾にする腹でいい条件で申し出た河童横丁の材木屋の主人。
新しい女給
売春婦。「サロン蝶柳」の面接に来た時から怪しく、体つきや身のこなしがいやらしく男の心をそそるような眼つきも据わっていた女。案の定、店の客を外へ連れ出して売春していた。客はわざわざ店へ来なくなったため、女を解雇するが、他の女給たちも女と張り合って同じようなことをしていた。蝶子は女給を全部入れ替える。
らっきょ（あだ名）
新聞記者。「サロン蝶柳」の常連客の一人。蝶子を「おばちゃん」、柳吉を「おっさん」と呼ぶ。酔った柳吉は、らっきょたちと二次会だと、今里新地へくり出す。
その他の人々
蝶子の朋輩のヤトナたち。新世界や戎橋の八卦見（占い師）。

## 作品評価・解釈
『夫婦善哉』は1947年（昭和22年）にも再刊されるなど大衆的な人気を博し、織田を戦後の流行作家第一号ともいうべき位置に押し上げた作品の一つで、今日まで映画やドラマなど数多くの翻案作品も生まれ、今や古典の名作の位置づけとなっている。
青山光二は、若書きの『夫婦善哉』には、「文章に未熟な個所が目立ち、構成にも起伏が乏しい」といった弱点があるとしながらも、以下のように評している。

## おもな刊行本
- 『夫婦善哉』（創元社、1940年8月15日）
  - 装幀：田村孝之介（表表紙は法善寺横丁の「めをとぜんざい」、裏表紙は隣りの寄席「花月」の絵）。題字：藤澤桓夫。あとがき：織田作之助。
  - 収録作品：「夫婦善哉」、「放浪」、「俗臭」、「雨」、「探し人」
- 『夫婦善哉』（大地書房、1947年3月25日）
  - 装幀：鍋井克之。序文：宇野浩二。仙花紙本。著者写真付き。付録；著者年譜。
  - 収録作品：「夫婦善哉」、「立志傳」、「聽雨」、「木の都」、「表彰」
- 文庫版『夫婦善哉』（新潮文庫、1950年1月25日。改版2013年）
  - カバー装画：加藤千香子。付録・解説：青山光二。
  - 収録作品：「夫婦善哉」、「木の都」、「六白金星」、「アド・バルーン」、「世相」、「競馬」
- 英文版『Stories of Osaka Life (Modern Asian Literature Series)』（訳：Burton Watson）（Weatherhill; Lst Weatherhill、1994年）
- 文庫版『夫婦善哉』（講談社文芸文庫、1999年5月10日）
  - 装幀：菊地信義。付録・解説：種村季弘。
  - 収録作品：「夫婦善哉」、「放浪」、「勧善懲悪」、「六白金星」、「アド・バルーン」、「可能性の文学」
- 完全版『夫婦善哉』（雄松堂書店、2007年10月）
  - 付録・解説：日高昭二。
  - 収録作品：「夫婦善哉」、「続夫婦善哉」、「続夫婦善哉」の直筆原稿の影印版
- 完全版『夫婦善哉』（主婦の友社、2013年7月3日）
  - 収録作品：「夫婦善哉」、「続夫婦善哉」、「続夫婦善哉」の直筆原稿の影印版
  - ※ 2007年（平成19年）の雄松堂出版の完全版の再版。
- 文庫版『夫婦善哉 正続 他十二篇』（岩波文庫、2013年7月17日）
  - カバー装画：田村孝之介（創元社初版の絵）。付録・解説：佐藤秀明。
  - 収録作品：「夫婦善哉」、「続夫婦善哉」、「俗臭」、「雨」、「聴雨」、「勝負師」ほか
- 文庫版『夫婦善哉 決定版』（新潮文庫、2016年9月1日）
  - カバー装画：信濃八太郎。付録・解説：青山光二、石原千秋。
  - 収録作品：「夫婦善哉」、「続夫婦善哉」、「木の都」、「六白金星」、「アド・バルーン」、「世相」、「競馬」

## 映画
- 『夫婦善哉』（東宝）モノクロ121分。
  - 1955年（昭和30年）9月13日封切。
  - 監督：豊田四郎。
  - 出演：森繁久彌、淡島千景、ほか
- 『新・夫婦善哉』（東宝）カラー118分。
  - 1963年（昭和38年）10月12日封切。
  - 監督：豊田四郎。
  - 出演：森繁久彌、淡島千景、ほか

## テレビドラマ
- 『夫婦善哉』(KTV)
  - 1966年（昭和41年）3月15日 22時 - 22時45分
  - 演出：内海佑治。脚本：土井行夫。
  - 出演：二代目・中村扇雀（三代目・中村鴈治郎、四代目・坂田藤十郎）、扇千景、谷口完、高木漣久子、ほか
- 『蝶子はん』(KTV)
  - 1967年（昭和42年）8月1日 - 11月21日 火曜日（全16回） 22時 - 22時45分
  - 演出：鍵田忠俊。脚本：土井行夫。音楽：津島利章。
  - 出演：中村玉緒、藤山直美、藤岡琢也、森乃福郎、若宮忠三郎、坂本スミ子、山田桂子、早崎文司、中畑道子（出演していないとの情報もあり）、佐々山洋一
  - ※ 『わが町』、『夫婦善哉』を軸に構成されたドラマ。
- 『夫婦学校』(NTV)
  - 1971年10月7日 - 木曜日 21時 - 21時30分
  - 出演：榊原るみ
  - ※ 1971年版の「夫婦善哉」というふれこみではじまった各回完結のシリーズ。
- 東芝日曜劇場（第1097回）『湯けむり男地獄』(RKB)
  - 1977年（昭和52年）12月18日 日曜日 21時 - 21時55分
  - 演出：岸本能夫。脚本：高橋玄洋。効果：遠藤裕己。美術：長岡盛雄。プロデューサー：渡瀬一男。
  - 出演：西田敏行、泉ピン子、萩尾みどり、高瀬春奈、ほか
- ナショナルゴールデン劇場・森光子シリーズ『夫婦善哉』(NET)
  - 1977年2月10日 - 17日 木曜日（全2回） 21時 - 21時54分
  - 演出：山内和郎。脚本：大西信行。
  - 出演：森光子、財津一郎、曾我廼家五郎八、赤木春恵、大山のぶ代
- 金曜招待席『夫婦善哉』（NHK総合）
  - 1977年（昭和52年）10月7日 金曜日 22時15分 - 23時40分
  - 演出・脚本：平岩弓枝。
  - 出演：浜木綿子、二代目・中村扇雀（三代目・中村鴈治郎、四代目・坂田藤十郎）、乙羽信子、大鹿次代
  - ※『テレビドラマ全史』（東京ニュース通信社刊）にテレビドラマとして収録されているが、舞台中継の可能性もある[7]。
- 木曜ゴールデンドラマ『夫婦善哉』(YTV)
  - 1980年（昭和55年）10月23日 木曜日 21時2分 - 22時54分
  - 演出：河野和平。脚本：梅林貴久生（梅林喜久生）。音楽：坂田晃一。
  - 出演：桂三枝（六代目・桂文枝 ）、三林京子、吉沢京子、野川由美子
- 迎春ドラマスペシャル『夫婦善哉』(CX)
  - 1990年（平成2年）1月1日 月曜日 22時33分 - 23時54分
  - 演出：小田切成明。
  - 出演：小林薫、黒木瞳、芦屋雁之助、三田寛子、未唯mie
- 月曜特集特別企画・日本名作ドラマ『夫婦善哉』(TX)
  - 1995年（平成7年）2月6日 月曜日 20時 - 21時54分
  - 演出：久世光彦。演出補：亀井誠治、為川裕之（爲川裕之）。記録：小坂好世。
  - 脚本：高木凛。音楽：坂田晃一。音響効果：藤崎昭彦。MA：伊東謙二。
  - 主題歌・テーマ曲：大江光「夢」（コロムビア・レコード）
  - 制作会社：カノックス（KANOX）、TX。制作補：釜谷正一郎。
  - 三味線指導：藤本秀次。三味線・遊戯指導：藤本秀康。長唄三味線指導：松島庄吉郎、柏典子（社団法人長唄協会）。浄瑠璃指導：竹本綾一。方言指導：井上裕季子。
  - 撮影協力：東通、緑山スタジオ・シティ、アックス、日本民謡歌謡学院。
  - 出演：田中裕子、小林薫、髙田次郎、正司照枝、浜村純、筒井真理子、田畑智子、生瀬勝久、結城美栄子、西岡慶子、池波志乃、小松政夫、中川雅夫、田根楽子、久保晶、川嶋朋子、平川ひとし、津久井啓太、井上裕季子、仁王門大五郎、西村成代、明日香まゆ美、上原まみ、曽根由加、川島宏知、須賀友之、江連健司、城間章子、翁華栄、亀谷遊、山口杏子、半海一晃、山下由香利、滝義章、蘭紅徹、山崎海童（崎は山偏に竒）、澤法恵、小林由利、和泉ちぬ、小坂けい子、寺本信也、上月美香、鎌田武範、西尾浩行、橳島健太、井村翔子、綜芸企画、劇団ひまわり、セントラル子供タレント
  - ※ 1994年度ギャラクシー賞優秀賞受賞作品（一部資料ではギャラクシー選奨受賞と記載）。
  - ※ なお、『テレビ東京史 20世紀のあゆみ』では、放送日が1995年1月30日と記載されている。
- にっぽんの名作・朗読紀行「織田作之助『夫婦善哉』」(NHK BS-hi)
  - 2003年（平成15年）7月18日 金曜日
  - 演出：井筒和幸。出演：藤山直美
- 土曜ドラマ『夫婦善哉』（NHK総合）
  - 2013年（平成25年）8月24日 - 9月14日（全4回） 21時 - 21時58分
  - 脚本：藤本有紀。
  - 出演：森山未來、尾野真千子、ほか
  - ※正編と続編を合わせたものを原作としている。

## 舞台
- 文楽『夫婦善哉』(1956年初演)
  - 脚色：石濱恒夫
  - 作曲：野澤喜左衛門
- 明治座11月公演『夫婦善哉』
  - 2004年（平成16年）11月2日 - 29日 明治座
  - 演出：北村文典。脚本：阿部照義。
  - 出演：藤田まこと、中村玉緒、曾我廼家鶴蝶、芦屋小雁、正司花江、穂積隆信、島田順司、鴈龍太郎、小野寺丈、田中綾子、東風平千香、山口京子、鷹家昌子
- 新橋演舞場2月公演『夫婦善哉』
  - 2005年（平成17年）2月1日 - 25日 新橋演舞場
  - 潤色・演出：宮永雄平。脚本：土井行夫、土井陽子。
  - 出演：沢田研二、藤山直美、小島秀哉、土田早苗、笹野高史、小島慶四郎、太川陽介、大津嶺子、ほか